# Jean-Baptiste Régis
Jean-Baptiste Régis (c. 1665-1737) foi um missionário jesuíta na China.
Nasceu em Istres, França. Tomou partido em 1724 nas discussões que os missionários tiveram frente ao imperador Yongzheng para impedir a proscrição do cristianismo. Viria a falecer nesse país.
Deixou uma tradução em latim do Yi King.